# Palmeiras Foot Ball Club
Palmeiras Foot Ball Club was een Braziliaanse voetbalclub uit Belo Horizonte, deelstaat Minas Gerais.

## Geschiedenis
De club werd opgericht in 1919. In 1921 speelde de club voor het eerst in het Campeonato Mineiro. In 1926 werd de club vicekampioen achter Atlético. Na 1930 speelde de club niet meer in de hoogste klasse.